# 張家荘駅
張家荘駅（ちょうかそうえき）は中華人民共和国河北省秦皇島市昌黎県にある、中国鉄路総公司（CR）京哈線の駅。北京鉄路局所属の4等駅に設定されている。
旅客営業は行っておらず、貨物のみの扱いの駅である。

## 駅構造
島式ホーム1面2線と単式ホーム1面1線の、合計2面3線を有する地上駅である。

## 駅周辺
- 205国道（中国語版）
- 東沙河

## 歴史
- 1919年 - 開業。

## 隣の駅
中国鉄路総公司
京哈線
昌黎駅 - 張家荘駅 - 留守営駅